# Xã Prairie, Quận Fremont, Iowa
Xã Prairie (tiếng Anh: Prairie Township) là một xã thuộc quận Fremont, tiểu bang Iowa, Hoa Kỳ. Năm 2010, dân số của xã này là 115 người.